# Костно звукопредаване
Костното звукопредаване е предаване на звук към вътрешното ухо чрез костите на черепа.

## Принцип и приложения
Костите на черепа предават ниските честоти по-добре от въздуха, поради което звученето на собствения глас се струва по-плътно и по-нисък, отколкото околните го възприемат. И обратно записи на собствения глас се струват по-високи, от колкото сме свикнали.

### Слухови апарати
За първи път Хуго Бернсбек описва слухов апарт, използваш предаване на звука по костите в патента си от 1923 г..
Слуховите апарати, работещи на този принцип, целят компенсация на средното ухо.
Традиционните имплантанти (преобразувател) се закрепват посредством титанов винт след хирургическа интервенция. Той се поставя изцяло под кожата и получава сигнали от външен аудиопроцесор, поставен на главата и скрит под косата. Звукът се предава чрез костта директно към вътрешното ухо. Аудиопроцесорът превръща звуците в радиосигнал, който се препраща към имплантанта. Имплантантът се включва от 2 до 4 седмици след хирургическата операция. Трудностите при имплантанта са обусловени от анатомичната геометрия, която поставя ограничение в големината на имплантанта и на позицията му, така че да позволи сигурна и кратка операция. До 2014 г. големината на имплантант с размери 15,5 мм диаметър и 6,4 мм височина позволява поставяне в 95% от случаите. Идеалното място се намира на 20 мм от ушния канал.
През 2013 г. се появява прототип на имплантант (преобразувател) под кожата зад ухото<,ref> "Bone-conducting implant could help deaf people hear normally". The Engineer. Centaur Communications Ltd. 14 January 2013. от 3 July 2013., архив на оригинала от 16 февруари 2015, https://web.archive.org/web/20150216193016/http://www.theengineer.co.uk/medical-and-healthcare/news/bone-conducting-implant-could-help-deaf-people-hear-normally/1015171.article, посетен на 16 февруари 2015</ref> премахващ нуждата от титановия вид, който може да доведе до инфекции.

### Слушалки
Този принцип се прилага и при някои слушалки за масовите потребители.